# أبو بكر بن أبي جمرة الأندلسي
ابن أبي جمرة (518 - 599هـ، 1124 - 1203م)، أبو بكر محمد بن أحمد بن عبد الملك بن موسى بن عبد الملك بن وليد بن أبي جَمْرة محمدِ بن مَرْوانَ بن خَطّاب ابن عبد الجَبّار بن خَطّاب بن مَرْوانَ بنَ يَزيدَ مَوْلى مَرْوانَ بن الحَكَم الأُمَويُّ، الأندلسي المرسيّ. الشيخ الإمام المعمّر، مُسند المغرب، فقيه محدّث.
وإلى جَدِّه عبد الجَبّار يُنسَبُ أحَدُ أبواب قُرطُبة، وجَدُّه عبدُ الملِك الأعلى ابنُ أبي جَمْرةَ كان قد سَمِعَ بالقَيْرَوانِ على سَحْنُونِ بن سَعِيد، ومن طريقِه بوَساطةِ آبائه على نَسَقِهم أبًا فأبًا يَروي «المُدوَّنةَ» عن سَحْنُون، وهذا من جِلّةِ أسانيدِ المعالي.
رَوى عن أبيه، وقريبِه أبي القاسم محمدِ بن هِشَام بن أحمدَ بن وليد -وفي وَليدٍ هذا، وهُو الأقربُ نَسَبًا، يجتمعُ معَه- وأبي بحرٍ سُفيانَ بن العاص، وأبوَي الحَسَن: ابن النِّعمة وابن هُذَيْل، وأبي عبد الله بن يوسُفَ بن سَعادةَ، وأبي عامرٍ محمد بن حَبِيب بن شرويَة، وأبي الفَضْل عِيَاض، وآباءِ محمد: ابن أبي جعفرٍ وعبدِ الحقِّ بن عَطِيّةَ وعاشِر، وأبي الوليد ابن الدَّباغ، سَمِعَ عليهم وأجازوا له إلّا ابنَ أبي جعفر.

## شيوخه
سمع الكثير من والده، من ذلك: «التيسير» لأبي عمرو الداني، بإجازته من الداني. وسمع من أبي بكر بن أسود ومن أبي محمد بن أبي جعفر، وأبي الوليد بن رشد وغيرهم.
- وأجاز له من أهل الأندَلُس: أبو بكرٍ ابنُ العَرَبي، وأبو الحَسَن شُرَيْح، وأبو القاسم بنُ وَرْد، وأبو محمدٍ الرُّشَاطيُّ، وأبو الوليدِ بن رُشْد، ومن أهل المشرقِ: أبو الطاهِر السِّلَفيّ وأبو عبد الله المازَرِي.
- رَوى عنه قريبُه أحمدُ بن محمد بن أحمدَ بن محمد بن عبد الملِك بن أبي جَمْرةَ، وآباءُ بكر: ابنُ غَلْبون وابنُ مُحرِز وابنُ مَشَلْيُون، وأبو جعفر بنُ زكريَّا بن مَسْعود، وأبو الحَسَن بن عبد الصَّمد ابنُ الجَنّان، وأبو الرَّبيع بن سالم، وأبو سُليمانَ بن حَوْطِ الله -وهو وأبو بكر بنُ مَشَلْيُونَ آخِرُ الرُّواةِ عنه- وأبو عَمْرٍو نَصْرُ بن بَشِير، وآباءُ محمد: ابن حَوْطِ الله وابن محمد الكَوّابُ وعبدُ الكبير.[3]

قال الأبَّارُ: (عني بالرأي وحفظه، وولي خطة الشورى وهو ابن نيف وعشرين سنة، وذلك في سنة تسع وثلاثين وخمسمائة، وتقلد قضاء مرسية وشاطبة مرات، وكان بصيرًا بمذهب مالك، عاكفًا على نشره، فصيحًا، حسن البيان، عدلًا، جزلًا، عريقًا في النباهة والوجاهة.
قرأ عليه أبو محمد بن حوط الله «الموطأ» بسماعه من أبيه عن جده قراءة. وتكلم فيه بعض الناس بكلام لا يقدح فيه. وحدث عنه أبو عمر بن عات وأبو علي بن زلال. وكتب إلي بالإجازة، وأنا ابن عامين، وهو أعلى شيوخي إسنادا.)

## تخصصه
فقيه ومُحدِّث. عُني بالرأي، وكان بصيرًا بمذهب مالك، عاكفًا على نشره.

## حاله
كان من بيتِ عِلم وجَلالة، وتعيُّنٍ شهيرٍ وأصالة، فقيهًا حافظًا، فصيحَ اللِّسانِ أديبًا بليغًا حَسَنَ المُشارَكة، ذاكرًا للتواريخ محدِّثًا عاليَ الرِّواية، آخِرَ من حدَّثَ عن واحدٍ عن أبي عَمْرٍو ابن الصَّيْرَفيّ والسامعينَ على أبي محمد بن جعفر، وكان إذْ سَمِعَ عليه ابنَ سبعةِ أعوام أو نحوِها.
واستُقضيَ ببلدِه مرَّتَيْنِ وببَلَنْسِيَةَ سنةَ أربعينَ وخمس مئة، وعُرِف بالعَدْل في أحكامِه والجَزالةِ في قضائه، وقد ظَهَرَ في روايتِه بأخَرةٍ اضطرابٌ مُسَّ من أجلِه وتُكُلِّمَ فيه بسببِه، واللهُ أعلم.
ومن مصنَّفاتِه: «شَرْحُ صحيح مُسلم» و«إقليدُ التقليد» و«الإعلام في التعريفِ ببني أبي جَمْرةَ الأعلام».

## مسؤوليات تولاها
تولى قضاء مرسية وشاطبة مرات عدة.

## مصنفاته
صنف كتاب:
- صنف كتاب «نتائج الأفكار في معاني الآثار» ألفه عندما أوقع السلطان بالمالكية، وأمر بإحراق المدونة،
- وله «إقليد الإقليد المؤدي إلى النظر السديد».
- البرنامج المقتضب من كتاب الإعلام بالعلماء الأعلام
- الإنباء بأنباء بني خطاب

## وفاته
توفِّي بمُرْسِيَةَ غُدوةَ يوم السّبت آخِرِ يوم من المحرَّم، وقيل: في العَشْر الوُسَط من صَفَرِ تسع وتسعينَ وخمس مئة. (599 هـ)